# Barycnemis linearis
Barycnemis linearis là một loài tò vò trong họ Ichneumonidae.